# Magnolia (azienda)
Magnolia è stata una società di produzione televisiva italiana, specializzata nella creazione, produzione e adattamento di format di intrattenimento per i principali Network televisivi e media interattivi in Italia e anche all'estero. All'interno dello stesso gruppo Magnolia facevano parte Magnolia España, Magnolia France, Magnolia Fiction, Zodiak Active Srl (già NeoNetwork) e Milano Roma s.r.l..
Il 4 novembre 2019, a seguito della fusione di Magnolia con Dry Media, nasce Banijay Italia.

## Storia
Magnolia viene fondata nel 2000 da Giorgio Gori con Ilaria Dallatana, Marco Benatti e Francesca Canetta. Nel 2004 nasce la filiale spagnola, Magnolia España, mentre nel 2006 viene aperta anche la filiale francese, Magnolia France.
Nel 2007 viene acquisita da De Agostini e successivamente portata in dote alla controllata Zodiak Entertainment. Nel febbraio 2016 Zodiak si fonde con il francese Banijay Group, dando vita ad un colosso della produzione tv controllato al 73,8%. Banijay Group fa riferimento per il 50,1% a Lov Group di Stephane Courbit e per il 49,9% alla DeA Communication. Il restante 26,2% fa riferimento alla francese Vivendi.
Tra i programmi televisivi prodotti da Magnolia in Italia, sono da menzionare L'isola dei famosi (Rai 2 - Canale 5) uno dei reality show di maggior spicco in Italia, il game-show L'eredità (Rai 1) condotto da Amadeus e successivamente da Carlo Conti, Fabrizio Frizzi e Flavio Insinna che ha avuto un enorme successo facendo esportare il format all'estero, e i talent show MasterChef Italia in onda su Cielo e su Sky Uno, per i canali Discovery Bake Off Italia - Dolci in forno e Hair su Real Time, e Undressed, Ninja Warrior Italia e Top Chef Italia sul NOVE.
Nel luglio 2012 presidente di Magnolia TV è nominato Antonello Perricone. Nel gennaio 2018 Leonardo Pasquinelli lascia dopo 4 anni la guida dell'azienda mentre Stefano Torrisi diventa vicepresidente esecutivo, poche settimane più tardi è nominato amministratore delegato Paolo Bassetti, fratello dell'AD di Banijay Group, Marco.

## Programmi e fiction Magnolia
- 10 anni + giovane in 10 giorni
- 1x2 Generation
- Ale contro tutti
- Alta tensione - Il codice per vincere
- Anna e i cinque
- Armi & bagagli
- The Bachelor - L'uomo dei sogni
- The Band
- Bake Off Italia - Dolci in forno
- Bulldozer
- Cambio vita...torno in forma!
- Camera Café
- Camilla Store
- Cake star - Pasticcerie in sfida
- Casa Pappalardo
- Cercasi amore
- Chef per un giorno
- Cotti e mangiati
- Cortesie per gli ospiti
- Così lontani così vicini
- Cuochi e fiamme
- Da qui a un anno
- Deal With It - Stai al gioco
- Dimmi di sì
- L'eredità
- Exit - Uscita di sicurezza
- Fa' la cosa giusta
- Fascia protetta
- Fratelli di Test
- Guess My Age - Indovina l'età
- I Fuoriclasse
- I gemelli
- La Corrida - Dilettanti allo sbaraglio
- La forza della vita
- La sposa perfetta
- Little Big Italy
- Hell's Kitchen Italia (2014-2016)
- Il collegio
- Il protagonista
- I menù di Benedetta
- I mille giorni di Mafia Capitale
- Italia's Next Top Model
- I Capatosta
- L'abito dei sogni
- L'imbroglione
- L'isola dei famosi
- L'ost
- Le spose di Costantino
- Ma come ti vesti?!
- Markette
- MasterChef Italia (2011-2015)
- Me lo dicono tutti!
- Mercante in fiera
- Milano-Roma
- Missione cuccioli
- Mister Archimede
- Music Farm
- Music Star
- Mujeres y hombres y viceversa
- Monte Bianco - Sfida verticale
- Quattro matrimoni in Italia
- Nail Lab
- Pechino Express
- Piazzapulita
- Piloti
- Prima o poi
- Prontochiambretti
- prontoepostato
- Quasi Gol
- Reazione a catena - L'intesa vincente
- Residence Bastoggi
- Ricominciare
- Ricomincio da qui
- RSVP
- Scacco al re - La cattura di Provenzano
- SOS Adolescentes
- SOS Tata
- Singing in the Car
- Tanto vale
- Una grande famiglia
- Una stella per te
- Velisti per caso
- Viky TV
- X Factor (2008-2013)
- Zeta
- Flight 616
- Undressed
- Vieni da me
- Social House
- Vuoi scommettere?